# Danh sách dự án dài tập của Running Man (Việt Nam)
Sau đây là danh sách các dự án dài tập của chương trình truyền hình thực tế Running Man phiên bản Việt Nam.

## Mùa 1 (2019) –Chạy đi chờ chi

### Nhiệm vụ cuối cùng:Hãy tìm lại siêu năng lực bị đánh mất!
Các thành viên phải tham gia các thử thách để đổi thu thập các thẻ bài lửa, nước, gió. Ở cuộc đua cuối, họ sẽ dùng những lá bài đó để đổi lấy siêu năng lực cho mình ở nhiệm vụ cuối cùng để xé bảng tên tìm ra kẻ mạnh nhất "Chạy đi chờ chi" mùa 1.
| Tập   | Ngày phát sóng                | Khách mời          |
| ----- | ----------------------------- | ------------------ |
| 14–15 | 13 tháng 7 – 20 tháng 7, 2019 | Đông Nhi Song Luân |

Các siêu năng lực
Các siêu năng lực chia thành 3 hệ: Nước - Lửa - Gió
- Lan Ngọc – Người bất tử: Nắm giữ 3 bảng tên, có 3 mạng sống để hồi sinh khi bị loại
- Trấn Thành – Kẻ thống trị thời gian: Có thể quay lại khoảng thời gian bất kỳ
- Ngô Kiến Huy – Kẻ thống trị bảng tên: Có thể phóng to bảng tên của một thành viên bất kỳ
- BB Trần – Sổ tử thần: Viết tên và xé trang giấy có tên thành viên đó ra, thành viên đó ngay lập tức bị loại
- Jun Phạm – Vua súng nước: Nắm giữ một cây súng nước, dùng súng nước bắn lên bảng tên của người bất kỳ thì người đó bị loại
- Trương Thế Vinh – Thuật phản lực: Người xé bảng tên của người có năng lực này sẽ bị loại
- Liên Bỉnh Phát – Quạt thôi miên: Khi bị loại, có thể dùng quạt thôi miên đối phương để hồi sinh

## Mùa 2 (2021) –Running Man Vietnam - Chơi là chạy

### Đợt huấn luyện siêu cấp Running Man Việt Nam
Các thành viên phải thực hiện các nhiệm vụ ở khắp mọi nơi tại Hàn Quốc (Seoul, Siheung, Incheon) để thu thập "đá nâng cấp", dùng cho nhiệm vụ cuối cùng. Ở nhiệm vụ cuối cùng, các thành viên sẽ thu thập đá hoặc xé bảng tên của đối thủ để lên cấp (Cứ 2 viên đá sẽ tương ứng với 1 cấp, nếu xé bảng tên người khác sẽ lấy hết số đá của người bị loại). Số đá này sẽ dùng để mua Siêu năng lực tại Cửa hàng vật phẩm nhằm chạm trán Người năng lực vượt bậc, hoặc đối đầu nội bộ để trở thành Running Man mạnh mẽ nhất. 
| Tập  | Ngày phát sóng                  | Khách mời     |
| ---- | ------------------------------- | ------------- |
| 5–10 | 17 tháng 10 – 21 tháng 11, 2021 | Kim Jong-kook |

Các siêu năng lực
Các siêu năng lực chia thành ba cấp: Hạ - Trung - Thượng
- Lan Ngọc – Nhà thôi miên: Khi bị loại, có thể thôi miên đối phương để hồi sinh
- Ngô Kiến Huy – Quyền hồi sinh: Nắm giữ 2 bảng tên phụ, khi bị loại có thể hồi sinh 2 lần.
- Karik – Đôi cánh thiên thần: Có thể phóng to bảng tên của một thành viên bất kỳ
- Jun Phạm – Súng loại trừ: Nắm giữ một cây súng màu, dùng súng màu bắn lên bảng tên của người bất kỳ thì người đó bị loại
- Trương Thế Vinh – Đóng băng hai chân: Dùng đạo cụ làm cho hai chân đối phương bị động.
- Liên Bỉnh Phát – Chỉ huy trọng lực: Sử dụng những túi cát với tổng trọng lượng 20 kg gắn lên người đối thủ.
- Thúy Ngân – Thuật triệu hồi: Triệu hồi hồn một thành viên đã bị loại để giúp đỡ mình.
- Trường Giang – Không có